# Opactwo Jumièges
Opactwo Jumièges (fr. Abbaye de Jumièges) – dawne opactwo benedyktyńskie położone niedaleko Rouen w departamencie Sekwana Nadmorska w regionie Normandia.

## Historia
Opactwo zostało założone w 654 r. przez świętego Filiberta dzięki darowiźnie przekazanej mu przez króla Chlodwiga II. Rozwój opactwa przerwały najazdy normańskie (841 r.). Odrodzenie opactwa odbyło się w dwóch etapach. Najpierw przybyli tu mnisi benedyktyńscy w 940 r. W drugim etapie opactwo odnowił i rozbudował Wilhelm z Volpiano. Wilhelm Zdobywca uczestniczył w ponownym poświęceniu opactwa w 1067 r. Opactwo przeżyło drugą fazę upadku (wojna stuletnia), którą zakończyły reformy wprowadzone przez kongregację św. Maura. Ożywienie związane z tymi reformami umożliwiło przeprowadzenie remontu niektórych budynków. Wysiłek ten został przerwany przez rewolucję francuską w 1789 r. Nastąpiła kasata opactwa, którego opuszczone budynki przeznaczono do rozbiórki w celu pozyskania materiału budowlanego. W 1852 r. opactwo kupiła rodzina Lepel-Cointet, która zapobiegła jego całkowitemu zniszczeniu. Od 1947 r. opactwo jest własnością państwa.

## Opis
Obecnie budynki klasztorne prawie całkowicie zniknęły. Tylko kilka kamieni pozwala ustalić ich położenie, jednak dwa kościoły opactwa są w znacznym stopniu zachowane. Główny kościół Notre-Dame posiada fasadę zachodnią flankowaną dwiema wieżami o wysokości 46 metrów. Nawa pochodzi z XI wieku. Dziś nie ma sklepień, ale jej ściany są prawie nienaruszone. Zachowały się również łukowe nawy boczne. Na granicy z transeptem widzimy początek latarni wieżowej, z której pozostała tylko ściana zachodnia. Chór (XIII wiek) jest zburzony, ale na ziemi widać jego fundamenty. Jedna z siedmiu bocznych kaplic zachowała się.
Z kościoła Notre-Dame przejście prowadzi do kościoła Saint-Pierre, zarezerwowanego dla mnichów. Możemy w nim zaobserwować stylistyczną cezurę: fasada zachodnia i dwa pierwsze przęsła nawy są w stylu romańskim, a reszta nawy jest gotycka (XIII wiek). Wewnątrz widzimy pozostałości malowideł po obu stronach portalu. Pozostałości chóru pochodzą z XIV wieku.

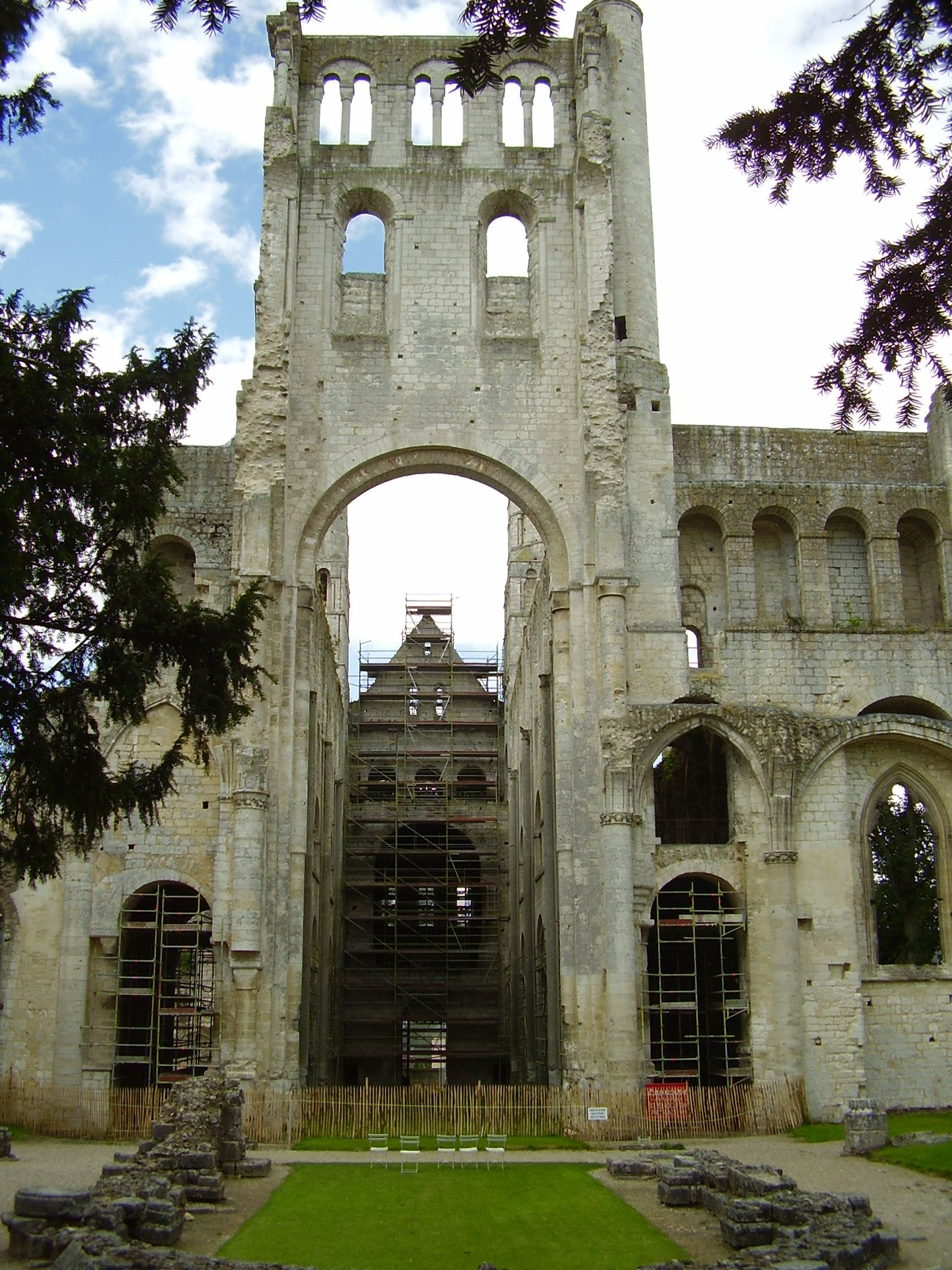
Nawa główna kościoła Notre-Dame
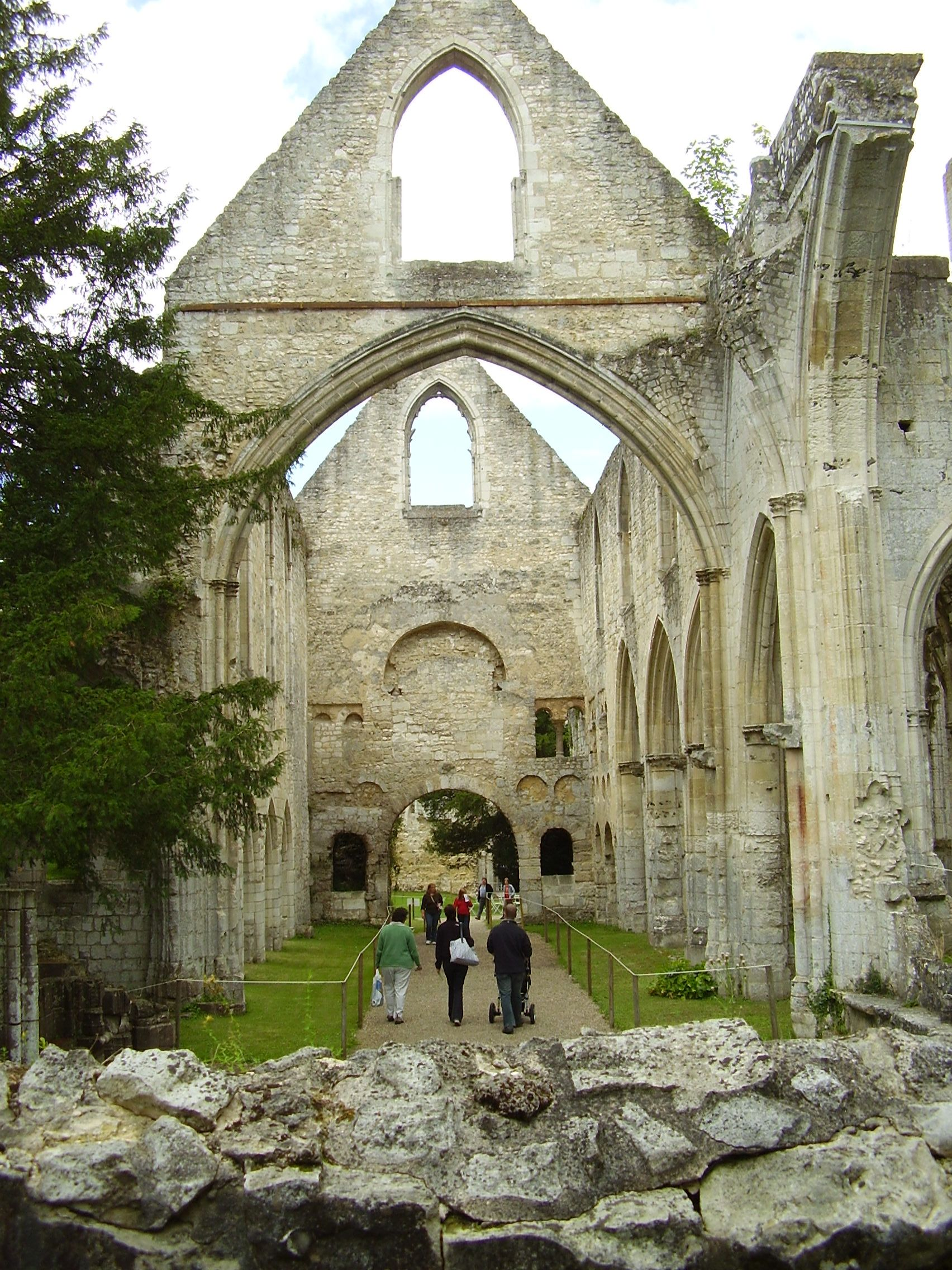
Kościół saint Pierre
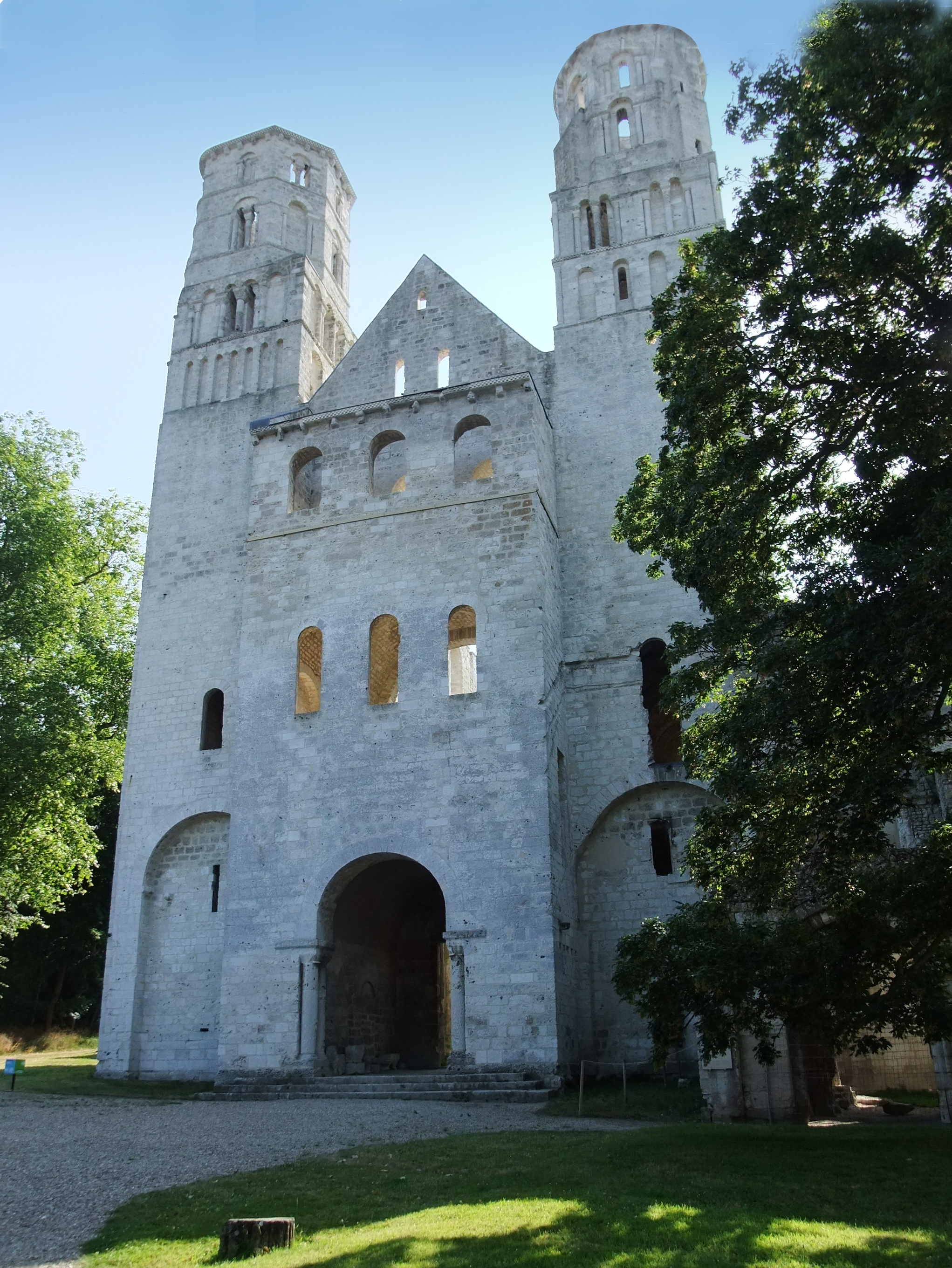
Fasada kościoła Notre-Dame
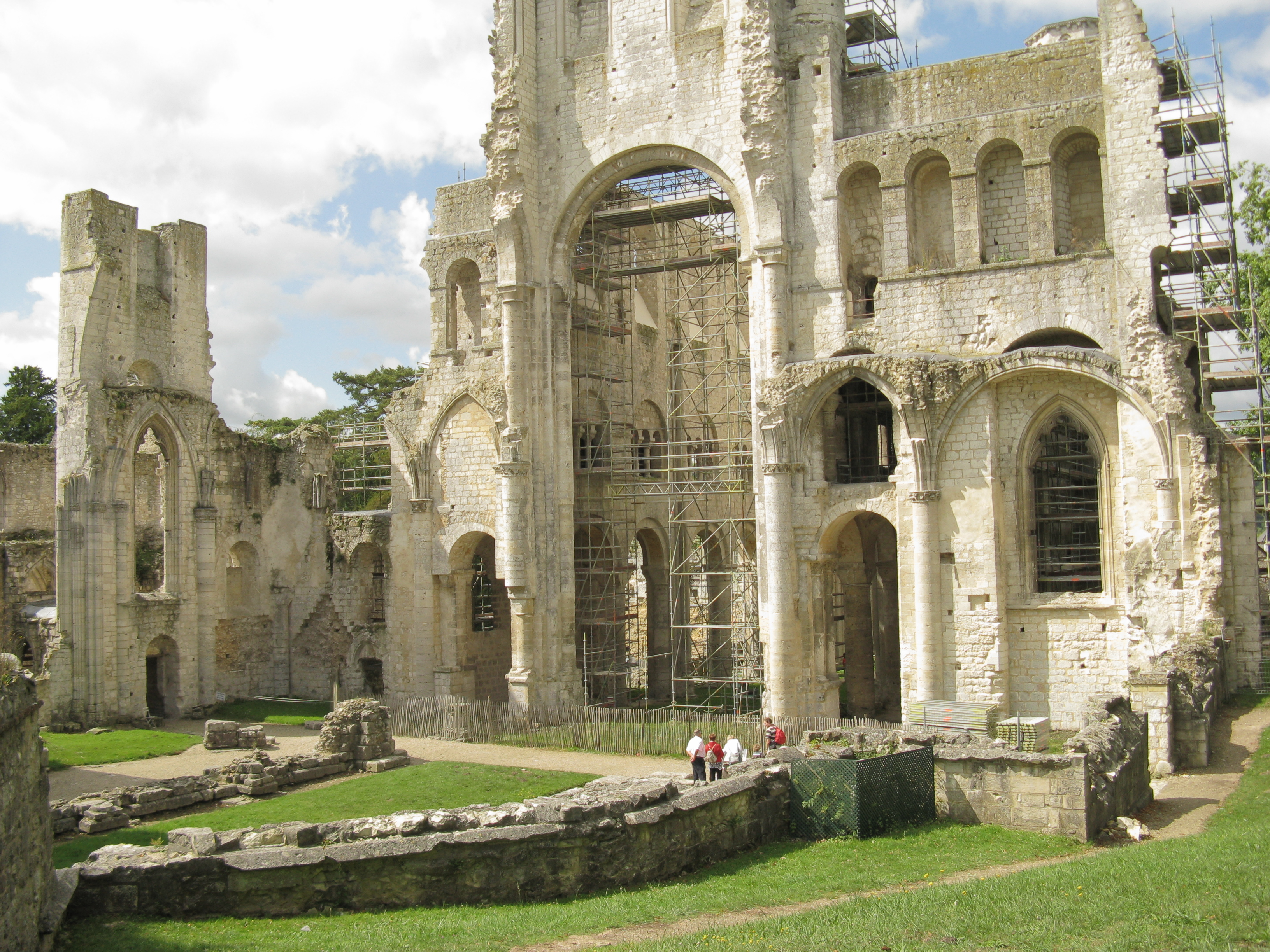
Zburzony chór kościoła Notre-Dame